# Prinzessin (2006)
Prinzessin ist ein Film von Birgit Grosskopf aus dem Jahr 2006. Regie führte Birgit Grosskopf, die Hauptrollen spielen Irina Potapenko, Henriette Müller, Desirée Jaeger und Amina Schichterich. Der Film feierte am 24. Januar 2006 beim Max Ophüls Filmfestival in Saarbrücken Premiere.

## Handlung
Die Russlanddeutsche Katharina ist Mitglied einer Frauengang. Zusammen mit ihren Freundinnen Yvonne und Jenny zieht sie, irgendwann zwischen Weihnachten und Neujahr, durch die Betoneinöde einer Hochhaussiedlung. Dabei verprügeln sie grundlos ein junges Mädchen in der S-Bahn, bestehlen die lesbische Ärztin Marlene, erpressen Schutzgeld von einer jungen Frau und lauern ihrer Rivalin Özlem auf, um sie zusammenzutreten.
Da Yvonne am nächsten Tag eine Haftstrafe antreten soll, wollen die jungen Frauen noch einmal zusammen feiern. Sie besuchen eine Hausparty, betrinken sich und suchen mit Jennys kleiner Schwester einen Flirt-Club auf. Als Yvonne am nächsten Tag ihre Strafe nicht antritt, eskaliert die Situation. Sie überwirft sich mit Katharina, wird von ihrer Mutter aus dem Haus geworfen und zieht verzweifelt durch die Straßen. In einer Unterführung begegnet sie Özlem und ihren Freundinnen, die sich für den Überfall rächen will. Sie quält Yvonne und sticht sie mit einem Messer ins Bein, bis diese eine Waffe zieht und eine der Angreiferinnen erschießt. Anschließend flieht sie, wird von Katharina gefunden, welche Ärztin Marlene zur Hilfe holt. Diese alarmiert jedoch die Polizei, woraufhin Yvonne festgenommen wird.

## Produktion

### Drehorte
Prinzessin wurde im Kölner Stadtteil Köln-Chorweiler und Köln-Bickendorf Westend gedreht.

### Produktions- und Verleihfirmen
Der Film wurde von Colonia Media Filmproduktions GmbH, Label 131 und in Koproduktion mit dem WDR produziert. Salzgeber & Co. Medien GmbH ist die Verleihfirma.

### Budget
Gefördert von der Filmstiftung NRW, gibt es über das Budget keine Informationen.

### Auszeichnungen
- First Steps Award 2006 (Bester abendfüllender Spielfilm)
- Internationales Filmfest Oldenburg 2006 (German Independence Award) – Bester Deutscher Film
- Filmfestival Max-Ophüls-Preis 2006 (Preis des Saarländischen Ministerpräsidenten)
- Achtung Berlin! Filmfestival 2006 (Lobende Erwähnung)
- Festival Internacional de Cinema FESTROIA Setúbal / Portugal 2007 („First Work’s Award“)
- FilmKunstFest Schwerin 2006
- Cologne Conference 2006: Spectrum Junger Film
- Edinburgh International Film Festival 2006
- Festival des Films du Monde – Montréal 2006: „Focus on World Cinema“
- Lagow Filmfestival 2006
- Festival des deutschen Films Paris 2006
- Int. Film Festival Valladolid 2006
- FILMZ – Festival des deutschen Kinos Mainz 2006
- Int. Film Festival Frankfurt/Main 2006
- Festival des deutschen Films in Lyon 2006
- Cairo International Film Festival 2006
- Deutsch-Polnische Filmwochen 2006, Zielona Góra
- Filmfestival Triest 2007
- Filmwochenende Würzburg 2007
- Hongkong Filmfestival 2007, Reihe: German Cinema Returns
- Birds Eye View Film Festival 2007, London
- ProFrau FrauenFilmTage Wien 2007
- Hongkong International Film Festival 2007
- Festroia Festival Internacional de Cinema 2007: * First Work’s Award
- Int. Womens’ Film Festival Rehovat Israel 2007

## Kritik
In der Begründung der Jury für die Verleihung des „First Steps Awards 2006“ in der Kategorie "Abendfüllende Spielfilme hieß es: „PRINZESSIN ist einer dieser Filme, die einen tagelang nicht loslassen. Eine Mädchengang, die sich mit ebenso beiläufiger wie unbeschreiblicher Brutalität die grauen Tage zwischen den Jahren im Plattenbau-Ghetto vertreibt. Meisterlich erzählt sind sowohl dieser Ort – ein Irgendwo im Nirgendwo, das Dortmund, Hamburg oder Marzahn heißen kann – als auch die Zeit – ein akustischer Kriegszustand verfrühter Silvesterböller. Meisterlich geführt auch die jungen Darstellerinnen. Ein Ghettofilm, der ohne brennende Mülltonnen auskommt, mit Protagonistinnen, die immer gut aussehen und frisch gewaschene weiße Jacken tragen, die als Arzthelferin oder im Hotel arbeiten – das sind nicht die verwahrlosten Kreaturen, die uns nichts mehr angehen. Wir haben einen sehr politischen Film gesehen, der mit einem fast ‚magischen Realismus’ erzählt ist. PRINZESSIN ist gegenwartsnah und entrückt zugleich – eine Eiszeit.“